# 8-Hydroxyquinoline
8-Hydroxyquinoline (còn gọi là oxine) là một tác nhân tạo chelat đã được sử dụng để xác định định lượng các ion kim loại. 

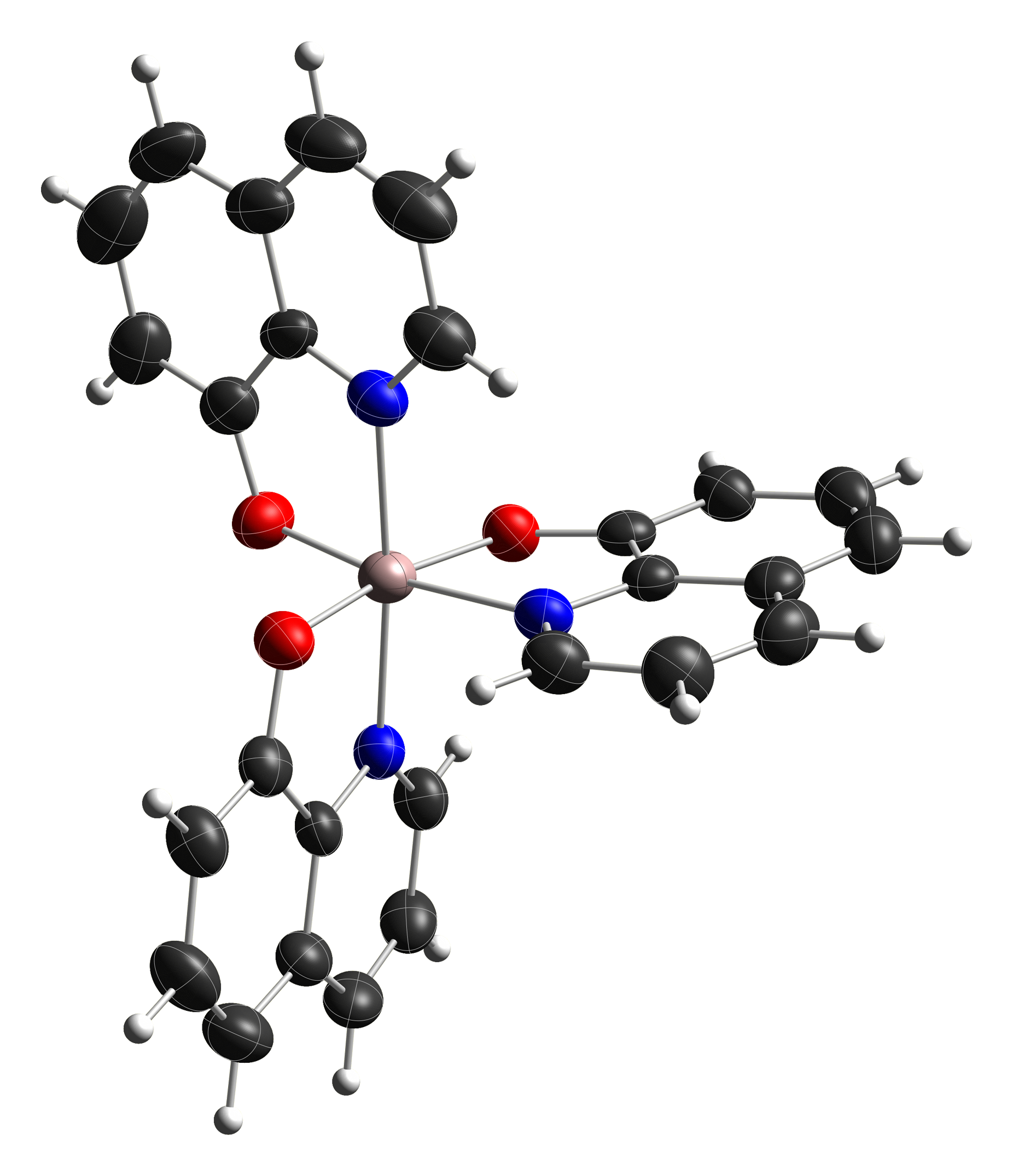
Nhôm Tris (8-hydroxyquinolinato)

Trong dung dịch nước 8-Hydroxyquinoline có pKa giá trị ca. 9,9  Nó phản ứng với các ion kim loại, làm mất proton và tạo thành phức hợp 8-Hydroxyquinolinato-chelate.
Tổ hợp nhôm  là thành phần phổ biến của điốt phát quang hữu cơ (OLED). Biến thể trong các nhóm thế trên các vòng quinoline ảnh hưởng đến tính chất phát quang của nó.
Trong các đồng phân zwitterionic trạng thái kích thích cảm ứng được hình thành trong đó nguyên tử hydro được chuyển từ oxy sang nitơ.
Các phức chất cũng như bản thân dị vòng thể hiện tính chất sát trùng, khử trùng và thuốc trừ sâu, hoạt động như một chất ức chế phiên mã. Dung dịch của nó trong rượu được sử dụng trong băng lỏng. Nó từng được quan tâm như một loại thuốc chống ung thư.
Một chất tương tự thiol, 8-Mercaptoquinoline cũng được biết đến.
Rễ cây xâm lấn Centaurea diffusa giải phóng 8-hydroxyquinoline, có tác động tiêu cực đến những cây không cùng tiến hóa với nó.